# Antônio Teodorico da Costa
Antônio Teodorico da Costa (Aracati, 15 de julho de 1828 — 25 de setembro de 1897) foi um farmacêutico e político liberal brasileiro.

## Biografia
Foi vice-presidente da província do Ceará, exercendo a presidência interina duas vezes, de 31 de outubro a 12 de dezembro de 1882 e de 17 de maio a 21 de agosto de 1883.
Filho do farmacêutico Antônio Elói da Costa e de Ana Faustina da Costa, nasceu na então vila de Aracati, na província do Ceará. Em 1846, matriculou-se no curso de farmácia da Faculdade de Medicina do Rio de Janeiro, graduando-se em 1850. De volta ao Ceará, estabeleceu-se em Fortaleza, exercendo aí sua profissão por 32 anos.
Em 1864 entrou para a política, elegendo-se deputado à Assembleia Provincial do Ceará pelo Partido Liberal, cargo que tornou a ocupar em 1880. Também foi vereador da Câmara Municipal de Fortaleza e, mais tarde, seu presidente. Foi nomeado coronel comandante superior da Guarda Nacional, em 1868, sendo logo em seguida agraciado com o oficialato da Imperial Ordem da Rosa e, posteriormente, em 1882, com a comenda da mesma ordem. Por duas vezes no domínio liberal esteve a frente do governo de sua província, na qualidade de segundo vice-presidente. Era figura proeminente do movimento abolicionista e, no dia 24 de março de 1884, presidiu à sessão em que se decretou a liberação dos escravos de Fortaleza.
Com a proclamação da república, e sofrendo de problemas cardíacos, afastou-se da vida política, vindo a falecer poucos anos depois, aos 69 anos. 
Foi casado com Higina de Castro Costa (1832 - 1911), sobrinha do ex-senador Liberato de Castro Carreira, com quem teve três filhos:
- José Elói da Costa (* 1 de dezembro] de 1859), farmacêutico e político;
- Antônio Teodorico da Costa Filho (12 de agosto de 1861 - 4 de junho de 1939), engenheiro civil, professor e escritor;
- Brasília da Costa Moreira (26 de fevereiro de 1864 - 12 de janeiro de 1932), esposa de João da Rocha Moreira.